# Demografia da Tanzânia
A Tanzânia tem uma população de 52 milhões de habitantes e uma densidade demográfica de 38 hab./km².

## Dados demográficos
População Total: 52.482.726 de habitantes em 2016.
Religião: O cristianismo é a principal religião do país com cerca de 61% da população sendo adeptos. O islamismo é segunda religião com mais fiéis, sendo 35% da população muçulmanos. Praticantes de outras religiões, agnósticos e ateus representam 3,4% da população.
Idioma: As línguas oficiais são o suaíli, que é a língua de facto, e o inglês.
IDH: 0,538(baixo).

## Maiores cidades
O principal centro econômico e político do país é Dar es Salaam.